# Federico Guisasola y Lasala
Federico Guisasola y Lasala (Madrid, 1830-Pontevedra, 1882) fue un pintor español del siglo XIX.

## Biografía

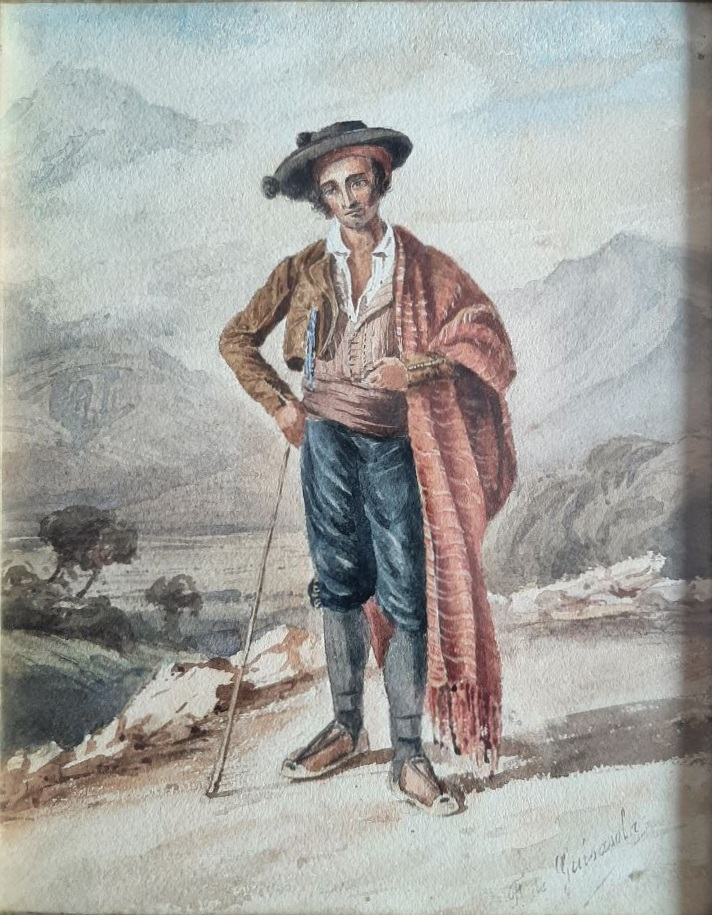
Picador, de Federico Guisasola y Lasala. Acuarela sobre papel. Colección particular.

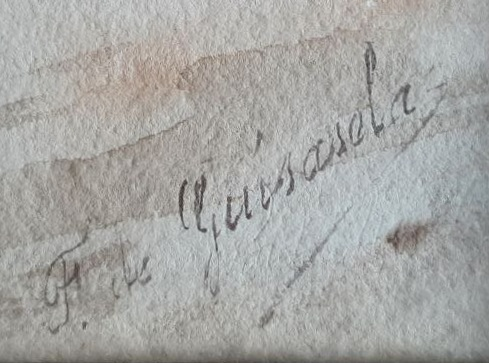
Firma del pintor.

Nacido en 1830 en Madrid, fue discípulo de Federico de Madrazo y de la Academia de San Fernando. En 1852 estableció en Vigo una Escuela de Bellas Artes y posteriormente fue nombrado profesor de delineación en el Instituto de Segunda Enseñanza de Pontevedra. En la Exposición pública de Galicia celebrada en 1858, fue premiado con medalla de plata por una cabeza de estudio; también había presentado un peregrino. En la Exposición Nacional de Bellas Artes de 1862 expuso la Cabeza de un reo durante la lectura de su sentencia de muerte y en la de 1864 Rosiña, tomada de un cantar de Rosalía de Castro. Ejecutó además numerosos retratos, tipos de las costas de Galicia y las decoraciones del teatro de Vigo. Murió el 17 de febrero de 1882 en Pontevedra.